# IRIS GL
IRIS GL (Integrated Raster Imaging System Graphics Library; deutsch Integrierte Rastergrafiksystem Grafikbibliothek) ist eine von Silicon Graphics (SGI) entwickelte proprietäre Grafik-Programmierschnittstelle (API). Sie diente zur Erzeugung von 2D- und 3D-Computergrafik auf IRIX-basierten Grafik-Workstations. Später entfernte SGI eigenen proprietären Programmcode, überarbeitete verschiedene Systemaufrufe und veröffentlichte IRIS GL als den Industriestandard OpenGL.